# Finanziere scelto
Il finanziere scelto è il secondo grado del ruolo appuntati e finanzieri della Guardia di finanza ed è posto sotto l'appuntato e sopra il finanziere. Accede al grado di finanziere scelto il finanziere che abbia maturato 4 anni e sei mesi di permanenza nel Corpo senza demerito.
Il finanziere riveste le qualifiche di agente di polizia giudiziaria, agente di polizia tributaria, agente di pubblica sicurezza nonché pubblico ufficiale.

## Distintivi di grado
Il distintivo di grado di finanziere scelto consiste in un gallone rosso.

Distintivo di grado per controspallina di finanziere scelto
Fregio da cappello rigido utilizzato dagli appartenenti al ruolo appuntati e finanzieri